# Samoaans voetbalelftal (vrouwen)
Het Samoaans vrouwenvoetbalelftal is een voetbalteam dat Samoa vertegenwoordigt in internationale wedstrijden, zoals het Oceanisch kampioenschap.
Het team van Samoa speelde in 1998 zijn eerste wedstrijd tijdens het Oceanisch kampioenschap voetbal. Tegen gastland Nieuw-Zeeland werd met 21-0 verloren. Dit is tevens het grootste verlies in het bestaan van de ploeg. Het land kwalificeerde zich vier keer voor het continentale kampioenschap en beleefde zijn beste toernooien in 2003 en 2022, toen het vierde werd.
De ploeg speelt zijn thuiswedstrijden in het National Soccer Stadium.

## Prestaties op eindronden

### Wereldkampioenschap
| Jaar   | Resultaat           | Wed                 | W                   | G                   | V                   | DV                  | DT                  |
| ------ | ------------------- | ------------------- | ------------------- | ------------------- | ------------------- | ------------------- | ------------------- |
| 1991   | Niet deelgenomen    | Niet deelgenomen    | Niet deelgenomen    | Niet deelgenomen    | Niet deelgenomen    | Niet deelgenomen    | Niet deelgenomen    |
| 1995   | Niet deelgenomen    | Niet deelgenomen    | Niet deelgenomen    | Niet deelgenomen    | Niet deelgenomen    | Niet deelgenomen    | Niet deelgenomen    |
| 1999   | Niet gekwalificeerd | Niet gekwalificeerd | Niet gekwalificeerd | Niet gekwalificeerd | Niet gekwalificeerd | Niet gekwalificeerd | Niet gekwalificeerd |
| 2003   | Niet gekwalificeerd | Niet gekwalificeerd | Niet gekwalificeerd | Niet gekwalificeerd | Niet gekwalificeerd | Niet gekwalificeerd | Niet gekwalificeerd |
| 2007   | Niet deelgenomen    | Niet deelgenomen    | Niet deelgenomen    | Niet deelgenomen    | Niet deelgenomen    | Niet deelgenomen    | Niet deelgenomen    |
| 2011   | Niet deelgenomen    | Niet deelgenomen    | Niet deelgenomen    | Niet deelgenomen    | Niet deelgenomen    | Niet deelgenomen    | Niet deelgenomen    |
| 2015   | Niet deelgenomen    | Niet deelgenomen    | Niet deelgenomen    | Niet deelgenomen    | Niet deelgenomen    | Niet deelgenomen    | Niet deelgenomen    |
| 2019   | Niet gekwalificeerd | Niet gekwalificeerd | Niet gekwalificeerd | Niet gekwalificeerd | Niet gekwalificeerd | Niet gekwalificeerd | Niet gekwalificeerd |
| 2023   | Niet gekwalificeerd | Niet gekwalificeerd | Niet gekwalificeerd | Niet gekwalificeerd | Niet gekwalificeerd | Niet gekwalificeerd | Niet gekwalificeerd |
| Totaal | 0/9                 | 0                   | 0                   | 0                   | 0                   | 0                   | 0                   |

### Olympische Spelen
| Jaar   | Resultaat           | Wed                 | W                   | G                   | V                   | DV                  | DT                  |
| ------ | ------------------- | ------------------- | ------------------- | ------------------- | ------------------- | ------------------- | ------------------- |
| 1996   | Niet deelgenomen    | Niet deelgenomen    | Niet deelgenomen    | Niet deelgenomen    | Niet deelgenomen    | Niet deelgenomen    | Niet deelgenomen    |
| 2000   | Niet gekwalificeerd | Niet gekwalificeerd | Niet gekwalificeerd | Niet gekwalificeerd | Niet gekwalificeerd | Niet gekwalificeerd | Niet gekwalificeerd |
| 2004   | Niet deelgenomen    | Niet deelgenomen    | Niet deelgenomen    | Niet deelgenomen    | Niet deelgenomen    | Niet deelgenomen    | Niet deelgenomen    |
| 2008   | Niet gekwalificeerd | Niet gekwalificeerd | Niet gekwalificeerd | Niet gekwalificeerd | Niet gekwalificeerd | Niet gekwalificeerd | Niet gekwalificeerd |
| 2012   | Niet gekwalificeerd | Niet gekwalificeerd | Niet gekwalificeerd | Niet gekwalificeerd | Niet gekwalificeerd | Niet gekwalificeerd | Niet gekwalificeerd |
| 2016   | Niet gekwalificeerd | Niet gekwalificeerd | Niet gekwalificeerd | Niet gekwalificeerd | Niet gekwalificeerd | Niet gekwalificeerd | Niet gekwalificeerd |
| 2020   | Niet gekwalificeerd | Niet gekwalificeerd | Niet gekwalificeerd | Niet gekwalificeerd | Niet gekwalificeerd | Niet gekwalificeerd | Niet gekwalificeerd |
| 2024   | Nog te bepalen      | Nog te bepalen      | Nog te bepalen      | Nog te bepalen      | Nog te bepalen      | Nog te bepalen      | Nog te bepalen      |
| Totaal | 0/8                 | 0                   | 0                   | 0                   | 0                   | 0                   | 0                   |

### Oceanisch kampioenschap
| Jaar   | Resultaat        | Wed              | W                | G                | V                | DV               | DT               |
| ------ | ---------------- | ---------------- | ---------------- | ---------------- | ---------------- | ---------------- | ---------------- |
| 1983   | Niet deelgenomen | Niet deelgenomen | Niet deelgenomen | Niet deelgenomen | Niet deelgenomen | Niet deelgenomen | Niet deelgenomen |
| 1986   | Niet deelgenomen | Niet deelgenomen | Niet deelgenomen | Niet deelgenomen | Niet deelgenomen | Niet deelgenomen | Niet deelgenomen |
| 1989   | Niet deelgenomen | Niet deelgenomen | Niet deelgenomen | Niet deelgenomen | Niet deelgenomen | Niet deelgenomen | Niet deelgenomen |
| 1991   | Niet deelgenomen | Niet deelgenomen | Niet deelgenomen | Niet deelgenomen | Niet deelgenomen | Niet deelgenomen | Niet deelgenomen |
| 1994   | Niet deelgenomen | Niet deelgenomen | Niet deelgenomen | Niet deelgenomen | Niet deelgenomen | Niet deelgenomen | Niet deelgenomen |
| 1998   | Groepsfase       | 2                | 0                | 0                | 2                | 0                | 26               |
| 2003   | Vierde plaats    | 4                | 1                | 0                | 3                | 3                | 39               |
| 2007   | Niet deelgenomen | Niet deelgenomen | Niet deelgenomen | Niet deelgenomen | Niet deelgenomen | Niet deelgenomen | Niet deelgenomen |
| 2010   | Niet deelgenomen | Niet deelgenomen | Niet deelgenomen | Niet deelgenomen | Niet deelgenomen | Niet deelgenomen | Niet deelgenomen |
| 2014   | Niet deelgenomen | Niet deelgenomen | Niet deelgenomen | Niet deelgenomen | Niet deelgenomen | Niet deelgenomen | Niet deelgenomen |
| 2018   | Groepsfase       | 3                | 0                | 1                | 2                | 5                | 12               |
| 2022   | Vierde plaats    | 5                | 3                | 1                | 1                | 8                | 6                |
| Totaal | 4/12             | 14               | 4                | 2                | 8                | 16               | 83               |

### Pacifische Spelen
| Jaar   | Resultaat        | Wed              | W                | G                | V                | DV               | DT               |
| ------ | ---------------- | ---------------- | ---------------- | ---------------- | ---------------- | ---------------- | ---------------- |
| 2003   | Niet deelgenomen | Niet deelgenomen | Niet deelgenomen | Niet deelgenomen | Niet deelgenomen | Niet deelgenomen | Niet deelgenomen |
| 2007   | Groepsfase       | 3                | 1                | 1                | 1                | 2                | 4                |
| 2011   | Niet deelgenomen | Niet deelgenomen | Niet deelgenomen | Niet deelgenomen | Niet deelgenomen | Niet deelgenomen | Niet deelgenomen |
| 2015   | Vierde plaats    | 5                | 2                | 1                | 2                | 5                | 8                |
| 2019   | Tweede plaats    | 5                | 3                | 1                | 1                | 10               | 5                |
| Totaal | 3/5              | 13               | 6                | 3                | 4                | 17               | 17               |

## FIFA-wereldranglijst
Betreft klassering aan het einde van het jaar
| 2003 | 2004 | 2005 | 2006 | 2007 | 2008 | 2009 | 2011 | 2012 | 2013 | 2015 | 2016 | 2018 | 2019 | 2020 | 2021 | 2022 |
| ---- | ---- | ---- | ---- | ---- | ---- | ---- | ---- | ---- | ---- | ---- | ---- | ---- | ---- | ---- | ---- | ---- |
| 99   | 102  | 101  | 112  | 111  | 98   | 93   | 110  | 106  | 96   | 111  | 104  | 113  | 104  | 99   | 109  | 99   |

## Selecties

### Huidige selectie
Deze spelers werden geselecteerd voor het Oceanisch kampioenschap voetbal vrouwen 2022 in juli 2022.
| Doel                   |                     |                          |
| 1                      | Ronisa Lipi         | Wellington United        |
| 13                     | Angelique Tuisamoa  | Western Springs AFC      |
| 26                     | Jecky Toma          | Fa'atoia United          |
| Verdediging            |                     |                          |
| 3                      | Alisa Tuatagaloa    | Three Kings United       |
| 5                      | Pulalasi Talalei    | Manukau United FC        |
| 6                      | Faith Lilli Moa     | Ellerslie AFC            |
| 11                     | Shontelle Stevens   | Manukau United FC        |
| 17                     | Khaleah Lewis-Vaike | University of Nottingham |
| Middenveld             |                     |                          |
| 2                      | Sharon Tomokino     | Geen                     |
| 4                      | Jaedeci Uluvii      | Western Springs AFC      |
| 7                      | Iole Avenoso        | Brunswick City SC        |
| 8                      | Monique Fischer     | ASD UPC Tavagnacco       |
| 12                     | Lianna Soifua       | Geen                     |
| 14                     | Kaylani Lautaimi    | Geen                     |
| 15                     | Alisa Osborn        | Geen                     |
| 20                     | Paige Mccloskey     | Lakes FC                 |
| Aanval                 |                     |                          |
| 9                      | Torijan Lyne-Lewis  | Wairarapa United         |
| 10                     | Jayda Stewart       | Coastal Spirit FC        |
| 16                     | Faith Taeoalii      | Geen                     |
| 21                     | Sariah Taeoalii     | Murray Soccer Club       |
| Bondscoach: Paul Ifill |                     |                          |